# 2067
- Wikisource

| Calendário gregoriano                                                        | 2067 MMLXVII                         |
| Ab urbe condita                                                              | 2820                                 |
| Calendário arménio                                                           | 1517 – 1518                          |
| Calendário bahá'í                                                            | 223 – 224                            |
| Calendário budista                                                           | 2611                                 |
| Calendário chinês                                                            | 4763 – 4764 Início a 14 de fevereiro |
| Calendário copta                                                             | 1783 – 1784                          |
| Calendário etíope                                                            | 2059 – 2060                          |
| Calendários hindus - Vikram Samvat - Calendário nacional indiano - Cáli Iuga | 2122 – 2123 1988 – 1989 5167 – 5168  |
| Calendário Holoceno                                                          | 12067                                |
| Calendário islâmico                                                          | 1490 – 1491                          |
| Calendário judaico                                                           | 5827 – 5828                          |
| Calendário persa                                                             | 1445 – 1446 Início a 21 de março     |
| Calendário rúnico                                                            | 2317                                 |
| Calendário solar tailandês                                                   | 2610                                 |

2067 (MMLXVII, na numeração romana) será um ano comum do século XXI que começará num sábado, segundo o calendário gregoriano. A sua letra dominical será B. A terça-feira de Carnaval ocorrerá a 15 de fevereiro e o domingo de Páscoa a 3 de abril. Segundo o horóscopo chinês, será o ano do Porco, começando a 14 de fevereiro.

| Evento                                                   | Data            | Hora  |
| -------------------------------------------------------- | --------------- | ----- |
| Aquário                                                  | 20 de janeiro   | 00:23 |
| Peixes                                                   | 18 de fevereiro | 14:17 |
| primavera no hemisfério norte e outono no hemisfério sul |                 |       |
| Carneiro/equinócio                                       | 20 de março     | 12:53 |
| Touro                                                    | 19 de abril     | 23:28 |
| Gémeos                                                   | 20 de maio      | 22:13 |
| verão no hemisfério norte e inverno no hemisfério Sul    |                 |       |
| Caranguejo/solstício                                     | 21 de junho     | 05:56 |
| Leão                                                     | 22 de julho     | 16:50 |
| Virgem                                                   | 23 de agosto    | 00:12 |
| Outono no Hemisfério Norte e Primavera no Hemisfério Sul |                 |       |
| Balança/equinócio                                        | 22 de setembro  | 22:19 |
| Escorpião                                                | 23 de outubro   | 08:12 |
| Sagitário                                                | 22 de novembro  | 06:10 |
| inverno no hemisfério norte e verão no hemisfério sul    |                 |       |
| Capricórnio/solstício                                    | 21 de dezembro  | 19:43 |

| UTC: Portugal Continental, Madeira, Guiné-Bissau e São Tomé e Príncipe Subtrair (-): 1 h nos Açores e Cabo Verde 2 h nas Ilhas oceânicas brasileiras 3 h em Brasília, em Goiás, na Amazônia Oriental Brasileira e no nordeste, sudeste e sul brasileiros 4 h na Amazônia Ocidental Brasileira, Mato Grosso e Mato Grosso do Sul 5 h no Acre e sudoeste do Amazonas Adicionar (+): 1 h em Angola e Guiné Equatorial 2 h em Moçambique 8 h em Macau 9 h em Timor-Leste. |
| Adicionar uma hora durante a vigência do horário de verão: Portugal Continental : De 27 de março a 30 de outubro de 2067 |

| Ano completo                   |
| ------------------------------ |
| Ano comum com início ao sábado |

## Eventos esperados e previstos
- Ano do Porco, segundo o Horóscopo chinês.

Janeiro
- 31 de dezembro de 2066 a 1 de janeiro - Eclipse lunar penumbral[1]

Maio
- 28 a 29 de maio - Eclipse lunar penumbral[2]

Junho
- 11 de junho - Eclipse solar anular[3]
- 26 a 27 de junho - Eclipse lunar penumbral[4]

Novembro
- 20 a 21 de novembro - Eclipse lunar penumbral[5]

Dezembro
- 6 de dezembro - Eclipse solar total[6]